# Joke van Doorne
 Jacoba Johanna (Joke) van Doorne (Rotterdam, 19 februari 1948) is een Nederlandse politica en bestuurder.

## Leven en werk
Joke van Doorne werd geboren als dochter van de kunstschilderes Ineke van Doorne-Roos en haar man. Ze studeerde in de jaren 70 pedagogiek aan de toenmalige Rijksuniversiteit Utrecht. Vervolgens heeft ze enkele jaren gewerkt bij een organisatie voor gehandicapte kinderen.
Na de geboorte van haar twee kinderen werd ze politiek actief. In Arnhem kwam ze voor de Partij van de Arbeid (PvdA) in de gemeenteraad en werd ze in 1990 wethouder van Economische Zaken, Cultuur, Volksgezondheid en Welzijn.
Op 16 november 1998 werd Van Doorne benoemd tot burgemeester van Capelle aan den IJssel. In 2004 volgde haar herbenoeming. Omdat ze zich niet beschikbaar stelde voor een derde termijn, werd ze in 2010 opgevolgd door Frank Koen, burgemeester van de gemeente Zederik.
Joke van Doorne was lid van het College toezicht zorgverzekeringen (CTZ) en was in de periode 2001-2009 voorzitter van de raad van toezicht van het RO Theater, het Rotterdamse toneelgezelschap. Ook in de VNG is ze actief geweest.
Ze was dagelijks bestuurder van de Stadsregio Rotterdam met de portefeuille Milieu. Bovendien was ze voorzitter ('president') van het European New Towns Platform (ENTP).
In 2005 nam ze sterk stelling tegen de "populistische, puur op uiterlijk gerichte politiek" die Nederland in de greep leek te hebben sinds de opkomst van Pim Fortuyn. Een burgemeester laten kiezen door de burgers is mooi, maar dan moet dat wel gebeuren op grond van diens bestuurlijke kwaliteiten, aldus Van Doorne.
Na haar aftreden keerde ze terug naar Arnhem, waar ze een huiskamergalerie begon onder de naam "Van leuke mensen, de dingen die blijven". Van Doorne was ook enkele jaren bestuursvoorzitter van de voormalige Stichting Binnenstadsmanagement Arnhem.